# Dipartimento di Córdoba
Il dipartimento di Córdoba è uno dei 32 dipartimenti della Colombia. Il capoluogo del dipartimento è Montería.

## Geografia fisica
Il dipartimento di Córdoba è bagnato a nord-ovest dal Mar dei Caraibi, confina ad est con i dipartimenti di Sucre e Bolívar, a sud e ad ovest con il dipartimento di Antioquia.
Il territorio di Córdoba è prevalentemente pianeggiante ed è attraversato da numerosi fiumi. In particolare dal fiume Sinú e dai suoi affluenti che sfocia a nord nel Mar dei Caraibi e da fiumi che drenano ad est nel bacino del fiume Magdalena.
Nell'estremo sud del dipartimento incontriamo i rilievi montuosi della Serranía de San Jerónimo.
La capitale Montería è posta sul fiume Sinú nella zona centrale del dipartimento.

## Geografia antropica

### Suddivisioni amministrative
Il dipartimento di Córdoba si compone di 30 comuni:
- Ayapel
- Buenavista
- Canalete
- Cereté
- Chimá
- Chinú
- Ciénaga de Oro
- Cotorra
- La Apartada
- Los Córdobas
- Momil
- Montelíbano
- Montería
- Moñitos
- Planeta Rica

- Pueblo Nuevo
- Puerto Escondido
- Puerto Libertador
- Purísima
- Sahagún
- San Andrés de Sotavento
- San Antero
- San Bernardo del Viento
- San Carlos
- San José de Uré
- San Pelayo
- Santa Cruz de Lorica
- Tierralta
- Tuchín
- Valencia